# Junior (hebdomadaire français)
Pour les articles homonymes, voir Junior.
Junior est un hebdomadaire français de bande dessinée pour la jeunesse publié d'avril 1936 à mars 1942 puis durant les 7 premiers mois de 1947 par la Société parisienne d'édition (SPE).
Le magazine a reparu à partir de 1958 et à la fin des années 1970.

## Description
Junior publiait surtout des auteurs français (Edmond-François Calvo, Bob Dan, René Giffey, Auguste Liquois, Mat, René Pellos, Jean Trubert) et des comic strips américains (Alley Oop, Captaine Fouchtroff, Cavalier rouge, Charlie Chan, P'tit Zef poids mouche, Tarzan,  Terry et les Pirates, etc.).
Il est « considéré comme l'un des périodiques les plus réussis de l'avant-guerre ».